# Mỹ hóa người nhập cư

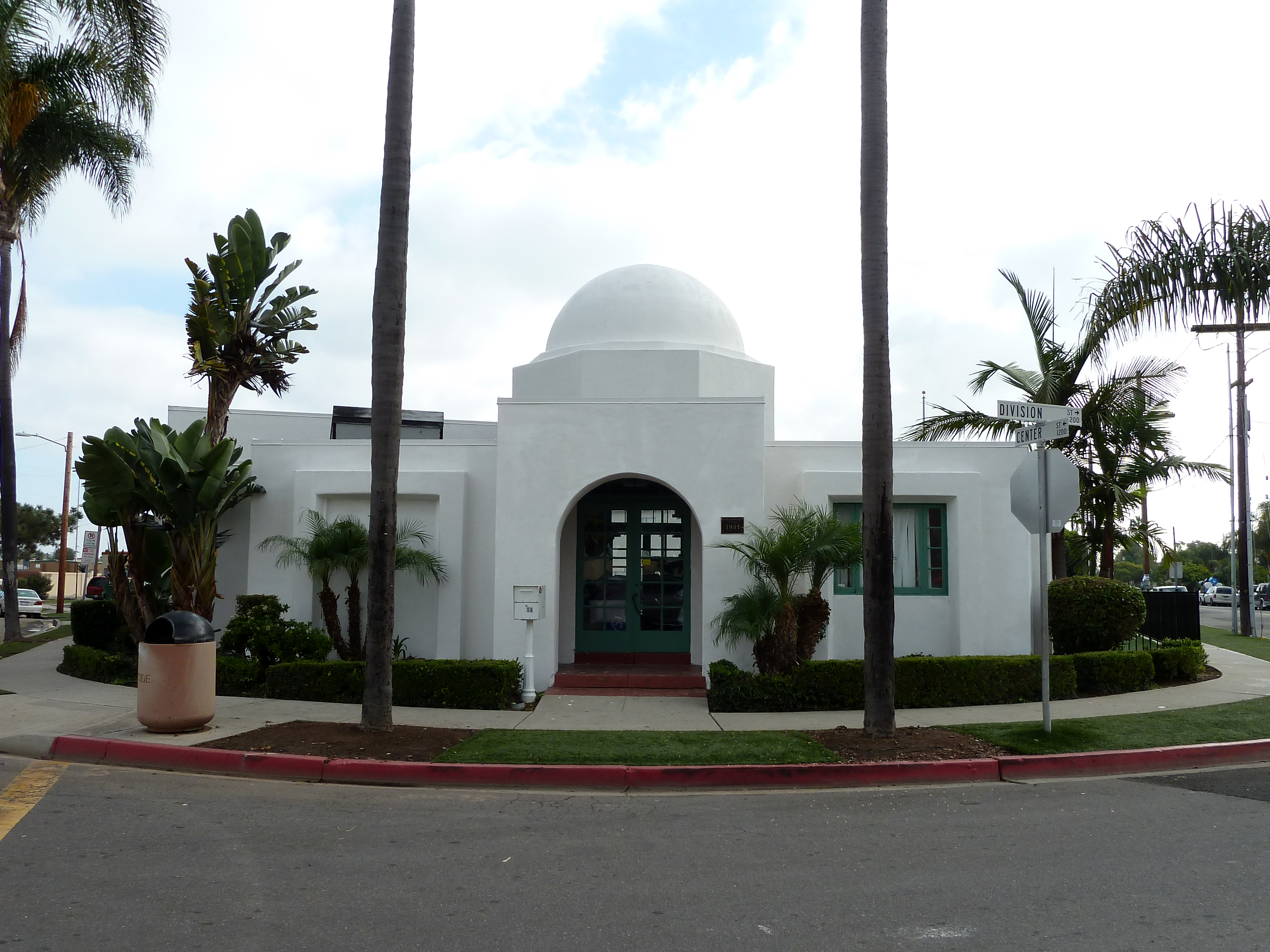
Trường Mỹ hóa, được xây dựng tại thành phố biển Oceanside, bang California, Hoa Kỳ vào năm 1931, là một ví dụ về trường học được xây nên nhằm giúp cộng đồng người nhập cư nói tiếng Tây Ban Nha học về tiếng Anh cũng như các quyền lợi và bổn phận của công dân.

Mỹ hóa người nhập cư là quá trình dân nhập cư vào Hoa Kỳ trở thành người chia sẻ chung các giá trị Mỹ, các đức tin và phong tục tập quán bằng cách đồng hóa vào trong xã hội Mỹ. Quá trình này điển hình với việc học tiếng Anh và thích nghi với nền văn hóa, các giá trị chung và phong tục tập quán của Mỹ.

### Sử sách
- Brubaker, Rogers. "The return of assimilation? Changing perspectives on immigration and its sequels in France, Germany, and the United States." Ethnic and racial studies 24#4 (2001): 531–48. online
- Kazal, Russell A. "Revisting Assimilation: The Rise, Fall, and Reappraisal of a Concept in American Ethnic History." American Historical Review (1995) 100#2 pp. 437–71 in JSTOR
- Steinberg, Stephen. "The long view of the melting pot." Ethnic and Racial Studies 37#5 (2014): 790–94. online